# Žirany
Žirany jsou obec na Slovensku v okrese Nitra v Nitranském kraji. Žije v nich přibližně 1 300 obyvatel. V obci je římskokatolický kostel svatého Mikuláše z roku 1939.

## Dějiny
První písemná zmínka o obci pochází z roku 1113, kdy se v tzv. Zoborské listině uvádí mezi majetky benediktinského opatství svatého Hyppolita na Zoboru.
Za vlády uherského krále Kolomana se konal soupis majetků uvedeného opatství, jelikož byly mnohé jeho písemnosti zničeny. Zoborská listina se zachovala v originále a je vlastnictvím Nitranského biskupství. Při sepisování majetků zoborského opatství se vytyčovaly a popisovaly meze, které ohraničovaly majetky opatství. V případě Žiran je uveden údaj: In Siru est terminus fluvius Zutisca, v překladu: V Žiranech představuje hranici (majetků opatství) potok Suticka.
V roce 1349 se v jedné listině uvádí, že obce Kolíňany a Žirany byly zcela zničeny (terra Desolate). Pravděpodobně po tomto roce byly tyto obce dosídlované, přičemž noví osadníci dostali určité daňové úlevy. Od roku 1360 až do roku 1848 se Žirany stávají poddanskou obcí Nitranského biskupství. V roce 1379 se zde pěstovaly velmi kvalitní hrozny. Ostřihomská kapitula si vyhradila právo, aby se do Ostřihomi vozilo víno ze Žiran a Kolíňan.
Na začátku 15. století se v katastru obce Žirany zmiňují pece, ve kterých se pravděpodobně pálilo vápno. V roce 1605 jsou Žirany známé svým kvalitním vápnem. Na začátku 17. století chtěli jezuité postavit univerzitu. Rozhodovalo se mezi Topoľčany a Trnavou. V dopise, kde se doporučovaly Topoľčany, se vysloveně psalo o tom, že kameny na stavbu je třeba dovést z Kovarců a vápno ze Žiran. V témže roce začaly Nitru obléhat Bočkajovy oddíly. Protestantští žoldnéři, kteří procházeli přes obec, okradli i jejich obyvatele. V době turecké expanze se obec připojila k Novým Zámkům, kam začala odvádět daně. Během povstání Františka II. Rákociho se přes obec dostaly mnohé kurucké oddíly, které si přes Suticku zkracovaly cestu na druhou stranu Zoboru. Tudy procházely i zbytky kuruckých vojsk, které odmítly kapitulaci u Preseľan. Kurucký velitel Ladislav Očkaj se tam v roce 1708 vzdal císařskému generálu Pálffymu, přičemž samotnou kapitulaci podepsali v lefantovském klášteře řehole paulínů.
Obyvatelstvo Žiran postihly i jiné katastrofy: morové a cholerové epidemie resp. i ničivé požáry. Jedna z nejtěžších epidemií byla v roce 1739, která zahubila téměř 30% obyvatel Nitry. Z cholerových epidemií byla nejstrašnější epidemie v roce 1831.
V nejstarších uherských statistikách (1784–1787) se píše, že v obci je 124 domů a žije zde 786 obyvatel (155 rodin). Zajímavé je i sociální rozdělení: 89 sedláků a 81 chalupníků (děti a ženy se do těchto tříd nepočítaly). Staré záznamy v křestní matrice svědčí o obětavosti místního faráře, který chodíval zaopatřovat nemocné. Obec v roce 1847 postihl velký hladomor. V tomto roce byla doslova mizerná úroda, proto v poslední chvíli občanům pomohl nitranský biskup, který jim dal otevřít své sýpky. V roce 1851 se o obci píše: maďarská obec v Nitranské župě, která je od Jelence vzdálená půl hodiny cesty. Má 790 obyvatel, kteří se hlásí k římskokatolické církvi. V obci je farní kostel, disponuje pozemky průměrné bonity a má vlastní lesy a vinohrady. Patronem (zeměpánem) obce je Nitranské biskupství, přičemž poštovní stanici má v Nitře.
Zajímavá je i statistika obyvatelstva z roku 1881. Uvádí, že v Žiranech žije 774 obyvatel, z nichž 751 je katolíků a 23 izraelitů. Pestré je i národnostní rozdělení: 720 Maďarů, 26 Slováků, 23 Židů a jeden Němec.

## Přírodní poměry
Do správního území obce zasahuje chráněná krajinná oblast Ponitří, přírodní rezervace Žibrica a chráněný areál Huntácka dolina.

## Obyvatelstvo
Podle sčítání v roce 2011 měla obec 1 355 obyvatel. Z toho bylo 579 osob (43 %) slovenské, 639 osob (47 %) maďarské a 137 osob (10 %) nezjištěné, nebo jiné národnosti.